# Echinochloa paludigena
Echinochloa paludigena är en gräsart som beskrevs av Karl McKay Wiegand. Echinochloa paludigena ingår i släktet hönshirser, och familjen gräs.
Artens utbredningsområde är Florida. Inga underarter finns listade i Catalogue of Life.